# Pedro de Navarra
Pedro de Navarra y Lacarra, basque Petri II.a Nafarroakoa, (Royaume de Navarre, vers 1454 – Château de Simancas, 1523) est un noble navarrais. Il fut le dernier grand maréchal de son pays avant la conquête de la Navarre par l'Espagne de 1512 à 1524.

## Sources
Wikipedias espagnol et anglais.

## Autres références
Esarte, Pedro (2012). El mariscal Pedro de Navarra. Pamplona-Iruña: Pamiela.  (ISBN 978-84-7681-738-4).